# 東宝ポストプロダクションセンター
東宝ポストプロダクションセンター（とうほうポストプロダクションセンター）は、主に映画・テレビドラマの録音スタジオ業務・音響効果等を手がける日本の企業である。

## 概要・沿革
2003年に総額50億円をかけてスタジオ第1次改造計画としてスタート。ワーナー・ブラザースの協力の元、建築担当の竹中工務店と設備の日本音響エンジニアリング、音響設計のソルター社、そして音響設計者のチャールズ・M・ソルター・アソシエイツを迎え建設がスタート。2010年9月にダビングステージ、MAルーム、アフレコステージ、フォーリーステージ、画／⾳ 編集室、試写室を構えた第1棟が完成。2011年に東宝サウンドスタジオを改装したダビングステージ、画／⾳ 編集室、DIファクトリー、3D スキャンスタジオ“iris”、録⾳協会、撮影監督協会が入居する第2棟が完成。2020年には同建物内にバンダイナムコグループの研究所ラボが入居した。2021年にはMA ROOMを導入した。